# Liste von Persönlichkeiten der Stadt Bad Kissingen
Bad Kissingen ist Große Kreisstadt des gleichnamigen Landkreises im bayerischen Regierungsbezirk Unterfranken und liegt an der Fränkischen Saale südlich der Rhön. Der Kurort ist bayerisches Staatsbad. Folgende Personen verdienen besondere Erwähnung:

## Söhne und Töchter der Stadt

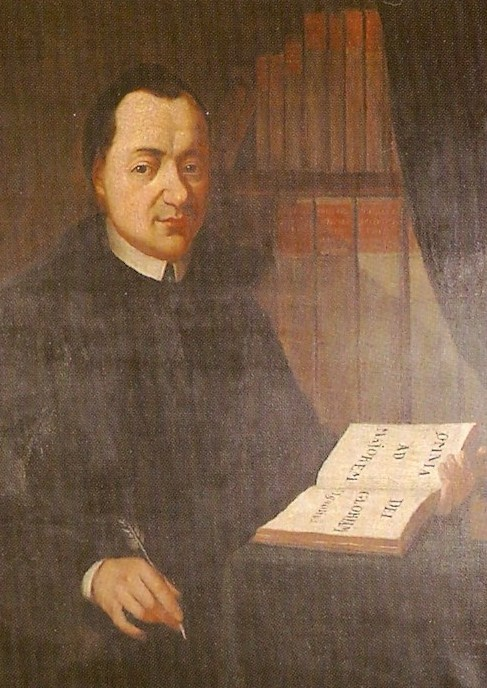
Ignaz Gropp

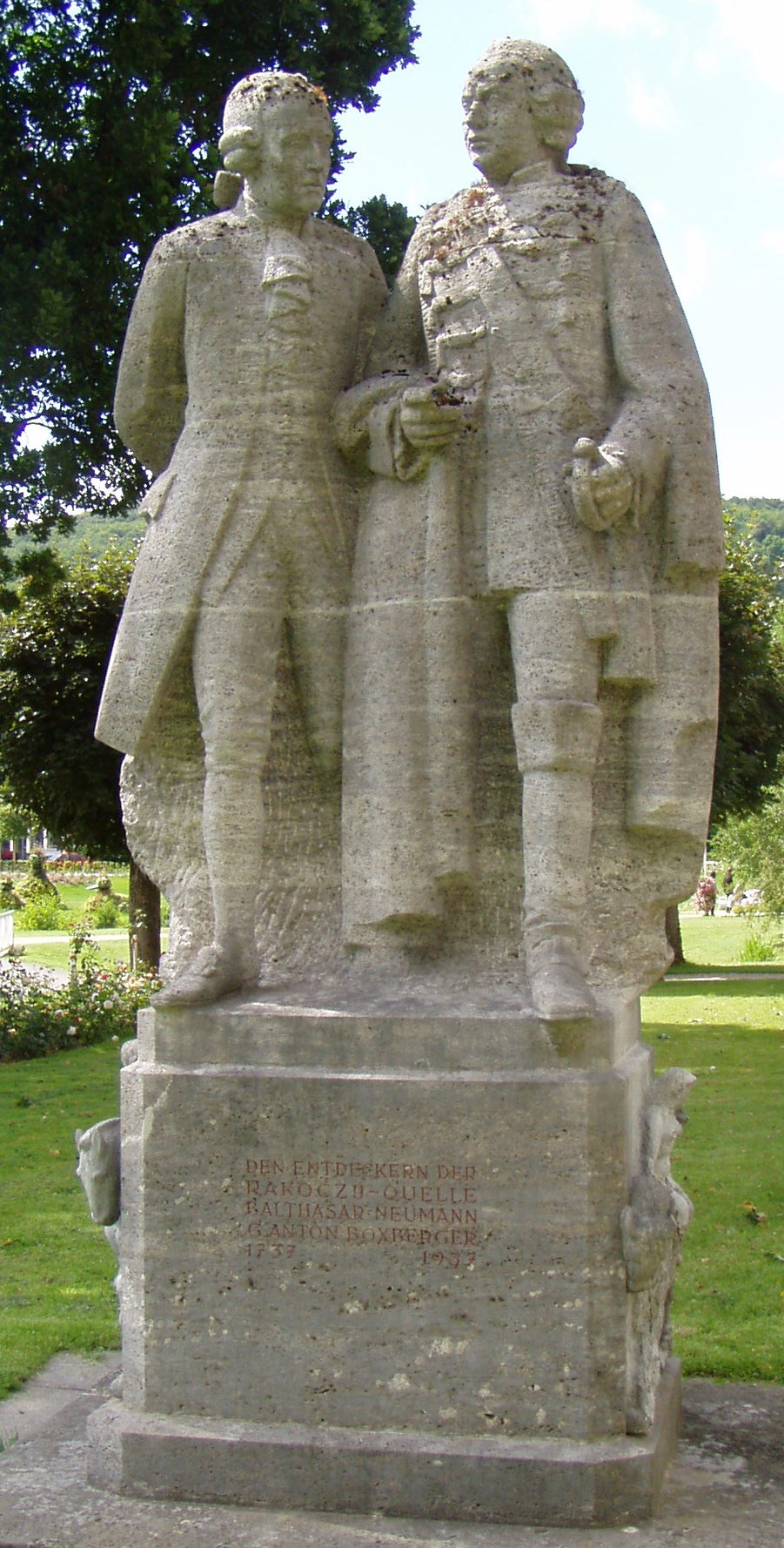
Georg Anton Boxberger (links) mit Balthasar Neumann
Bildhauer: Fried Heuler
(Rosengarten in Bad Kissingen)

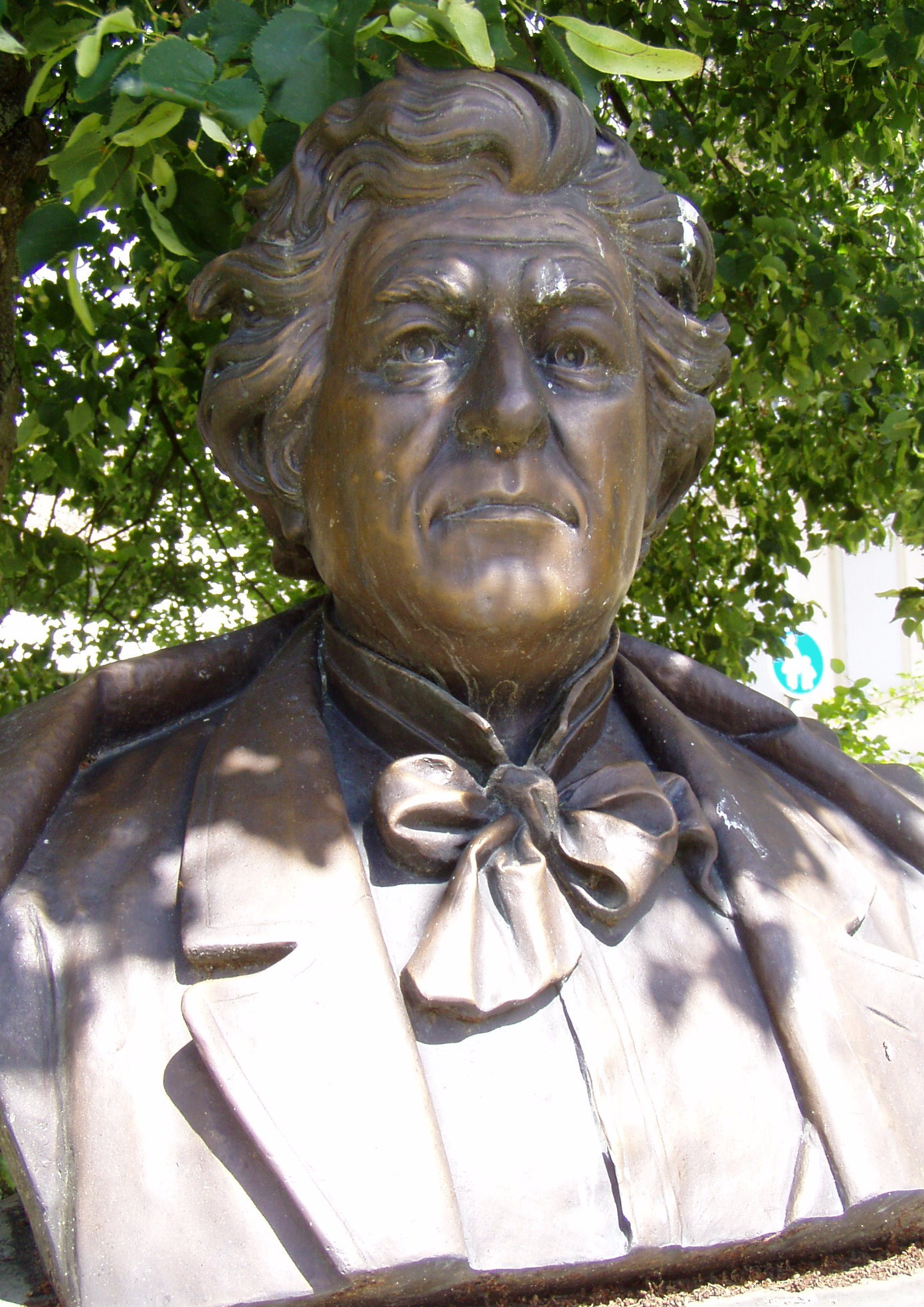
Cyrill Kistler
(Bronzebüste auf Cyrill-Kistler-Platz)

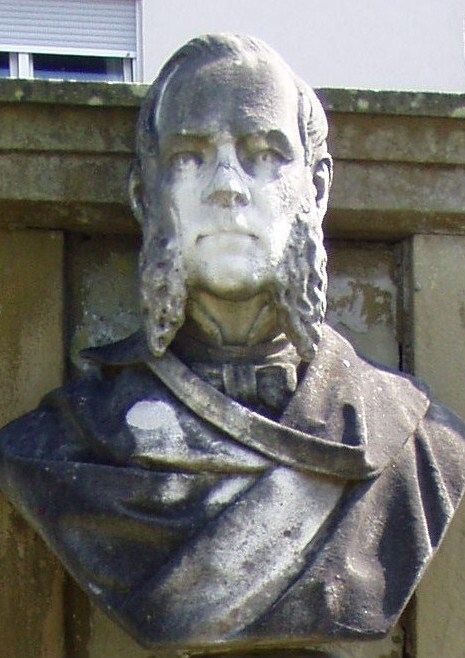
Heinrich Carl Welsch
(Büste auf dem Familiengrab,
Kapellenfriedhof Bad Kissingen)

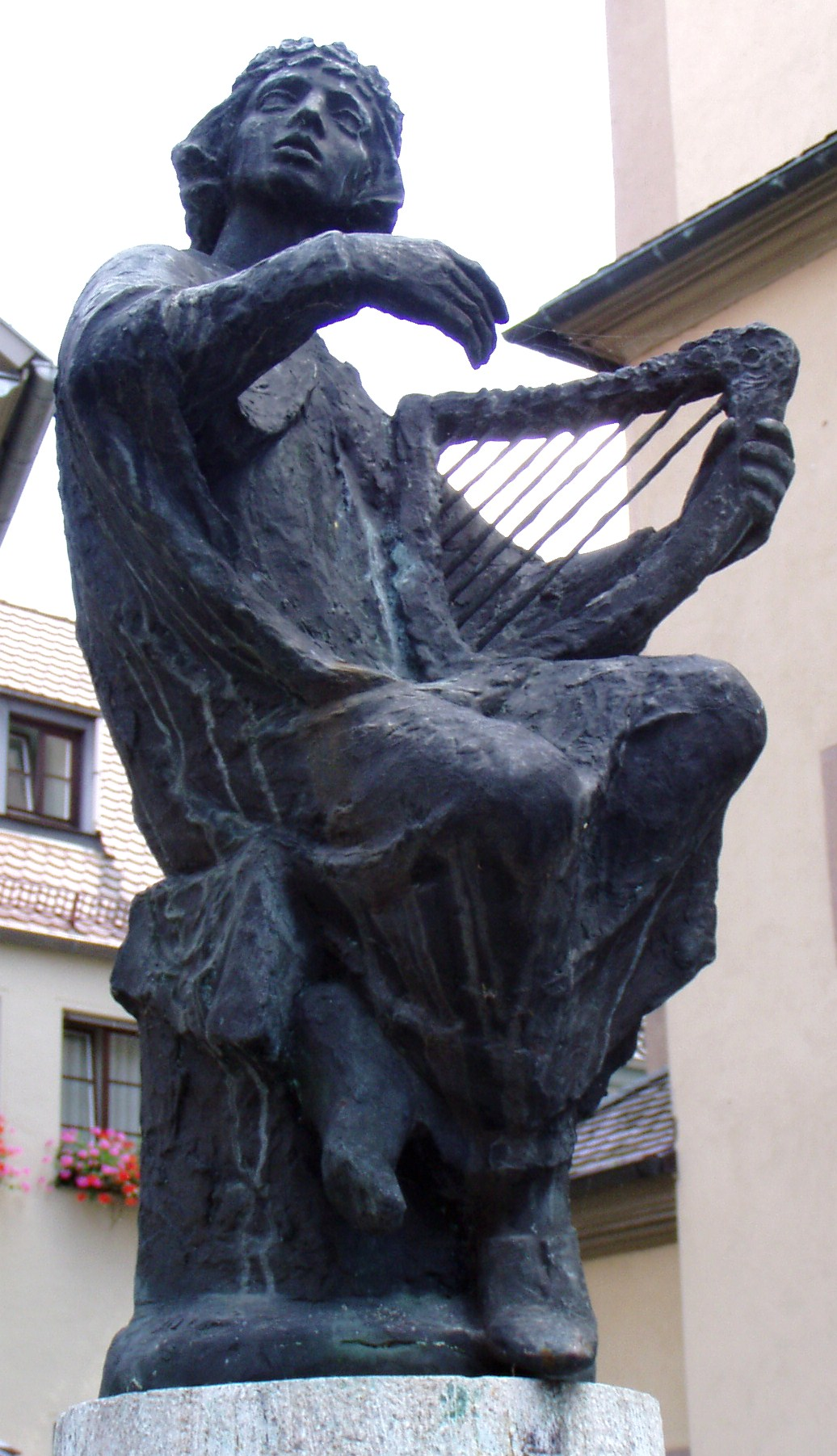
Otto von Botenlauben
Bildhauer: Lore Friedrich-Gronau
(Rathausplatz Bad Kissingen)

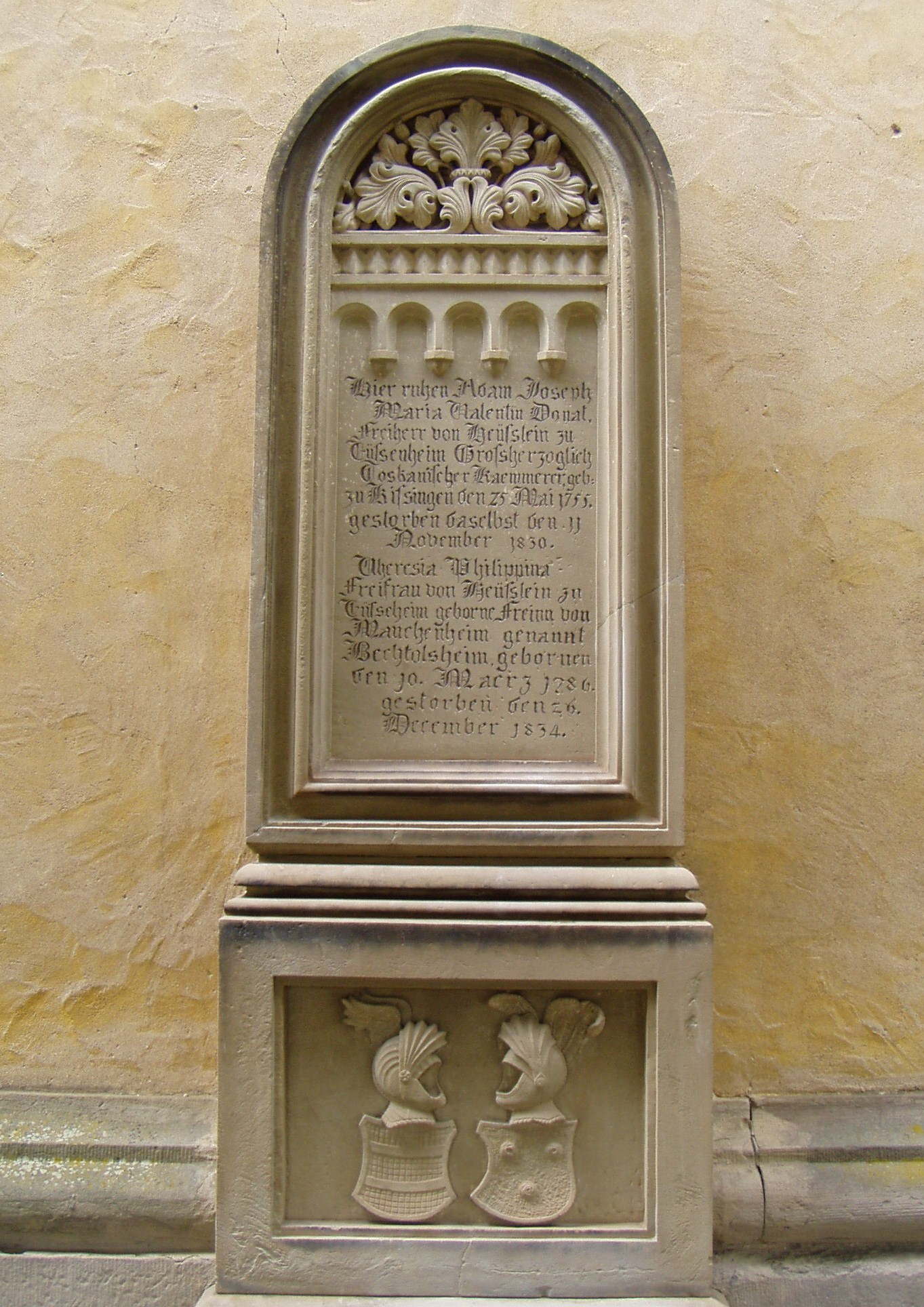
Grabstein der Eheleute Heußlein von Eußenheim und Mauchenheim gen. Bechtolsheim
(Kapellenfriedhof Bad Kissingen)

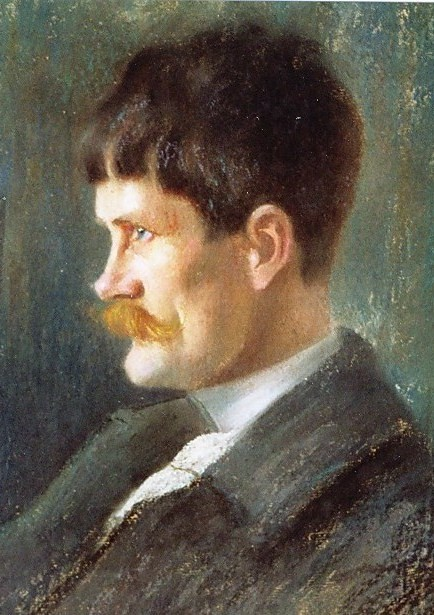
Max Hagen
(Selbstbildnis, Pastell)

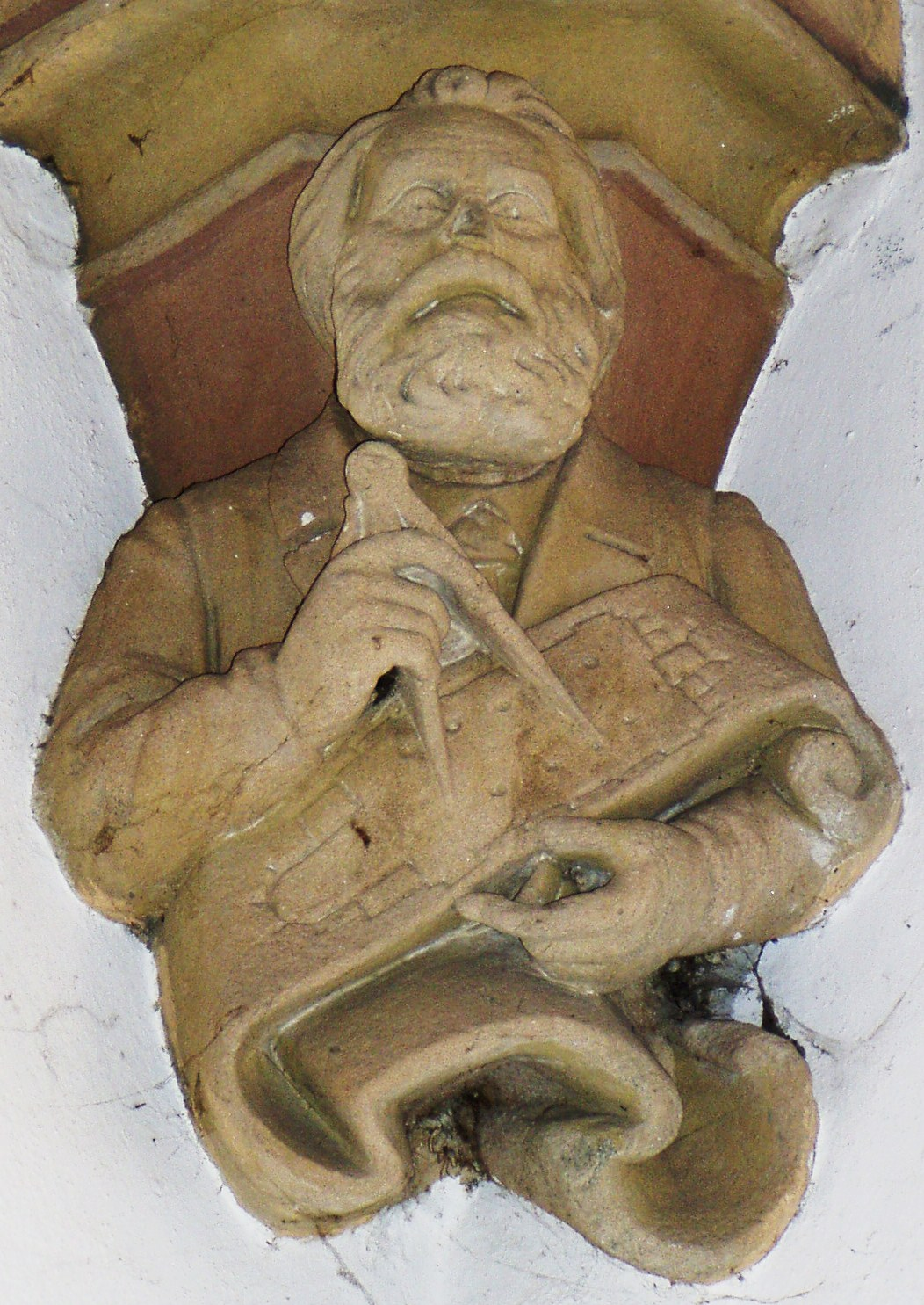
Andreas Lohrey
Bildhauer: Valentin Weidner
(Herz-Jesu-Kirche Bad Kissingen)

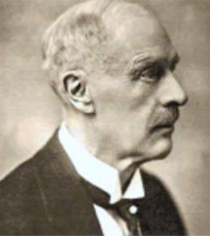
Alexander Freiherr von Moreau

- August Joseph Altenhöfer (1804–1876), Herausgeber der Allgemeinen Zeitung in Augsburg.
- Erwein Freiherr von Aretin (1887–1952), Journalist und Politiker
- Jeff Baker (* 1981), amerikanischer Profi-Baseballspieler in den USA
- Peter Baptist (* 1948), Mathematiker, Mathematikdidaktiker und Hochschullehrer
- Bertram Bauer (* 1940), Generalarzt des Heeres der Bundeswehr
- Christof Bäumler (1927–1996), evangelischer Theologe
- Manfred Bial (1869–1908), Badearzt in Bad Kissingen
- Lothar Birckenbach (1876–1962),  Chemiker und Hochschullehrer
- Richard Braungart (1839–1916), Agronom und Hochschullehrer
- Peter Deeg (1908–2005), NSDAP-Mitglied und Jurist
- Angela Deuber (* 1975), Architektin
- Heini Dittmar (1911–1960), Segelflieger
- Julius Döpfner (1913–1976), Kardinal, Erzbischof von München und Freising
- Adolf Ende (1899–1951), Pseudonyme Lex Ende und Lex Breuer, Journalist, Publizist und KPD-Reichstagsabgeordneter
- Joske Ereli (1921–2014), Gründer der Partnerschaft zwischen den Landkreisen Tamar (Israel) und Bad Kissingen
- Gisela Etzel (1880–1918), Schriftstellerin, Lyrikerin und Übersetzerin
- Christian Försch (* 1968), Journalist, Übersetzer und Schriftsteller in Italien
- Carl Genser (1902–1976), Geologe, Chemiker und Balneologe sowie letzter „Quelleninspektor“ des Staatsbades
- Otto Goldstein (1889–1933), Modekaufmann und Stadtrat
- Annika Graser (* 1999), Fußballspielerin
- Ignaz Gropp (1695–1758), Benediktiner, Historiker und Literat
- Susanne Hartmann (* vor 1970), Filmeditorin
- Gerd Hauser (1948–2015), Bauphysiker
- Adolf Hergenröder (1896–1945), Politiker (NSDAP)
- Fried Heuler (1889–1959), Bildhauer
- Adam Joseph Maria Valentin Donat Heußlein von Eußenheim (1755–1830), Domkapitular zu Würzburg
- Carl Leo Donat Heußlein von Eußenheim (1838–1870), Offizier und Letzter seines Geschlechts
- Franz Anton Donat Heußlein von Eußenheim (1742–1805), Oberstleutnant
- Karl Anton Franz Donat Heußlein von Eußenheim (1756–1803), Rittmeister
- Trong Hieu (* 1992), Sänger und Tänzer
- Baptist Hoffmann (1863–1937), Opernsänger
- Rainer Holzschuh (1944–2021), Sportjournalist, Chefredakteur und Herausgeber des Sportmagazins „Kicker“
- Adolf Hoppe (1867–1936), Organist und Musikpädagoge
- Margrit Irgang (* 1948), Schriftstellerin
- Franz Anton Jäger (1765–1835), Geistlicher und Heimatforscher
- Maximilian Jäger (* 2000), Behindertensportler
- Günter Katzenberger (1937–2020), Musikwissenschaftler und Hochschulprofessor, Dirigent und Sachbuchautor
- Cem Kaya (* 1976), Filmemacher
- Rainer Keßelring (1934–2013) Vizepräsident des Bundesnachrichtendienstes und Adoptivsohn von Generalfeldmarschall Albert Kesselring
- Michael Keul (* 1961), Jazzmusiker
- Robert Kiesel (* 1951), bayerischer Politiker (CSU) und Abgeordneter des Bayerischen Landtags
- Robert Kirchner (1940–2009), Maler, Grafiker und Lithograf sowie Holzbildhauer
- Sandro Kirchner (* 1975), Politiker (CSU)
- Anton Kliegl (1872–1927), Unternehmer und Erfinder in New York, seit 1922 Ehrenbürger
- Johannes R. Köhler (1933–2022), Autor, Musiker und Komponist
- Carl Krampf (1863–1910), Architekt und Baumeister
- Franz Krampf (1875–1945), Architekt
- Leonie Kreil (* 1997), Fußballspielerin
- Antje Kunstmann (* 1949), Verlegerin und Herausgeberin
- Monika Linhard (* 1957), Künstlerin
- Ludwig Loewenthal (1898–1944), Bankier jüdischer Abstammung in Bad Kissingen, kam im KZ Theresienstadt um
- Josef Mahlmeister (* 1959), Autor
- Michl Müller (* 1972), Kabarettist und Musiker
- Günter Noris (1935–2007), Komponist, Arrangeur und Bandleader
- Oskar Panizza (1853–1921), Arzt und Schriftsteller
- Maja Pflug (* 1946), Übersetzerin
- Alexander du Prel (* 1970), Kameramann und Videokünstler
- Hanna Ralph (1888–1978), Schauspielerin
- Ernst Reinemer (1874–1933), Mitglied des Provinziallandtages der Provinz Hessen-Nassau
- Robert Saar (1925–1976), Komponist, Pianist und Organist
- Werner A. Schmidt (1925–2007), Komponist und Pianist
- Philipp Schmitt (1902–1950) SS-Sturmbannführer und Kommandant des Auffanglagers im belgischen Fort Breendonk sowie des SS-Sammellagers Mechelen
- Klaus Schultz (1947–2014), Dramaturg und Theaterintendant
- Rolf Seebauer (1945–2017), Politiker (SPD)
- Jürgen Rudolf Sell (* 1956), Fossiliensammler, Geologe und  Paläontologe
- Stefan Sethe (* 1951), Jurist und Politologe
- Paul Sotier (1876–1950), Sanitätsrat und Leibarzt von Kaiser Wilhelm II., Sohn des Badearztes Alfred Sotier
- Jack Steinberger (1921–2020), Physik-Nobelpreisträger, seit 18. Dezember 2006 Ehrenbürger
- Georg Straus (1926–2014), Malermeister und Oberbürgermeister von Bad Kissingen
- Ignatius Taschner (1871–1913), Bildhauer, Grafiker und Illustrator
- Simone Tolle (* 1963), bayerische Landespolitikerin der Bündnis 90/Die Grünen
- Edmund Veesenmayer (1904–1977), Staatsrechtler und verurteilter NS-Kriegsverbrecher
- Dirk Vogel (* 1977), Politiker, Oberbürgermeister von Bad Kissingen
- Hertha Vogel-Voll (1898–1975), Theater- und Buchautorin
- Hubert Weber (1929–2017), Jurist und Politiker (SPD), Mitglied des Bundestages
- Hans Weidner (1875–1953), Bildhauer, Sohn des Bildhauers und Ehrenbürgers Valentin Weidner
- Eucharius Weiner (1634–1701), Abt des Benediktiner-Klosters St. Stephan zu Würzburg
- Hermann Welsch (1842–1892), Badearzt und Autor
- Gerardus Winterstein (1740–1805), Abt des Benediktiner-Klosters St. Stephan zu Würzburg
- Siegfried Wollseiffen (1944–um 1981), Politikwissenschaftler und Schriftsteller
- Wilhelm Zirkelbach (1911–1997), katholischer Stadtpfarrer und Dekan in Bad Kissingen
- Susanne Zantop (1945–2001), deutsch-amerikanische Politikwissenschaftlerin und Germanistin, Hochschullehrerin am Dartmouth College
- Christian Zoll (1941–2017), Kaufmann und Hotelier, Ehrenbürger der Stadt Bad Kissingen, von 1972 bis 2014 Mitglied in Stadtrat und Kreistag, von 1990 bis 2002 Oberbürgermeister von Bad Kissingen
- Michael Stürzenberger (* 1964), Journalist und politischer Aktivist

## Persönlichkeiten mit Bezug zu Bad Kissingen
- Lazarus Adler (1810–1886), Distriktsrabbiner von Bad Kissingen (1840–1852) und Landesrabbiner von Hessen-Nassau
- Berthold Altaner (1885–1964), katholischer Kirchenhistoriker, lebte zuletzt bis zu seinem Tod in Bad Kissingen
- Michael Arnold (1824–1877), Bildhauer, Maler und Grafiker
- Moses Löb Bamberger (1838–1899), Distriktsrabbiner von Bad Kissingen (1867–1899)
- Seckel Bamberger (1863–1934), Distriktsrabbiner von Bad Kissingen (1902–1932)
- Bruno Bandulet (* 1942), Verleger
- Adolf Freiherr von Berlichingen (1840–1915), Pseudonym: Klemens Adolf, katholischer Theologe, Arzt und Schriftsteller, starb in Bad Kissingen
- Hermenegild Maria Biedermann (1911–1994), katholischer Theologe, Hochschullehrer und Augustiner-Eremit, starb in Bad Kissingen
- Jakob Bissinger (1873–1933), Kunstmaler im Ortsteil Hausen
- Anton Bömly (1808–1874), Theaterdirektor in Bad Kissingen
- Otto von Botenlauben (ca. 1177–1245), Minnesänger und Kreuzfahrer
- Theodor Boveri (1785–1854) war von 1823 bis 1835 der erste königliche Badkommissar (Kurdirektor) von Bad Kissingen
- Georg Anton Boxberger (1679–1765), Apotheker
- Augustus Bozzi Granville (1783–1872), britischer Allgemeinmediziner, Gynäkologe und Autor; er war über etliche Jahre englischer Badearzt in Bad Kissingen, schrieb ein Buch über die Kissinger Heilquellen und war Sekretär des Komitees zum Bau der anglikanischen Kirche
- Joel Brand (1906–1964), ungarisch-deutscher Zionist und Verbandsfunktionär; starb in Bad Kissingen
- Wernher Freiherr von Braun (1912–1977), deutsch-amerikanischer Raketentechniker, Pionier und Visionär der Raumfahrt; wohnte im Winter 1945/1946 als „Gast“ der US-amerikanischen Besatzungstruppen im Hotel „Wittelsbacher Hof“[1]
- Fritz August Breuhaus de Groot (1883–1960), Architekt, Eigentümer des Heiligenhofes in Bad Kissingen, seit 1952 Bildungsstätte
- Georg Friedrich Christian Bürklein (1813–1872), Architekt; baute den Bad Kissinger Bahnhof
- Claus-Frenz Claussen (1939–2022), Neurootologe
- Wilhelm Cronenberg (1836–1915), Fotograf und Pionier der Fototechnik; hatte von ca. 1860 bis 1880 ein großes Gästehaus mit Fotoatelier in der Ludwigstraße
- Carl von Dapper (1863–1937), Internist, Balneologe und Badearzt
- Johann Dientzenhofer (1663–1726), Baumeister; erbaute 1703 das neue Rathaus
- Marina von Ditmar (1914–2014), Theater- und Filmschauspielerin
- Franz Joseph Dölger (1879–1940), katholischer Theologe; versah Seelsorgsdienst in Bad Kissingen 1905/06
- Werner Eberth (* 1935), Regierungsdirektor und Heimatforscher
- Otto Eisenburger (1908–1989), Kapellmeister, Generalmusikdirektor und Kantor in Bad Kissingen
- Max Ephraim (1898–1942), der letzte Distriktsrabbiner von Bad Kissingen (1932–1938)
- Valentino Del Fabbro (1866–1915), italienischer Handwerker („Terrazziere“) und Unternehmer in Bad Kissingen
- Jürgen von Falkenhayn (1938–2022), deutscher Generalmajor
- Mathias Ritter von Flurl (1756–1823), Begründer der bayerischen Mineralogie und Geologie, starb in Bad Kissingen während einer dienstlichen Visite
- Lore Friedrich-Gronau (1908–2002), Bildhauerin und Illustratorin; erschuf den „Minnesänger-Brunnen“ vor dem Rathaus
- Karl Fuchs (1881–1972), erster Oberbürgermeister der Nachkriegszeit
- Friedrich von Gärtner (1791–1847), Architekt; baute die Kurgebäude
- Joachim Galuska (* 1954), Psychiater, Psychotherapeut und Unternehmer; Mitgründer der Fachklinik für psychosomatische Medizin Heiligenfeld in Bad Kissingen
- Carl Joseph Gauß (1875–1957), international bekannter Gynäkologe und Hochschullehrer; verlebte seinen Ruhestand in Bad Kissingen
- Johann Philipp Geigel (1729/1731–1800), Baumeister der Jacobus-Kirche
- Hans E. Gerr (* 1937), Erziehungswissenschaftler
- Erich Gniffke (1895–1964), Politiker (SPD, SED); starb in Bad Kissingen
- Max Hagen (1859–1914), Landschaftsmaler
- Johann Valentin Hamm (1811–1874), Komponist, Würzburger Musikdirektor und Konzertmeister des Kissinger Kurorchesters
- Jakob Heilmann (1846–1927), Bauunternehmer; erbaute das neue Kurtheater
- Gustav Herbig (1888–1965), Diplomat und SPD-Politiker; starb in Bad Kissingen
- Bernhard von Heß (1792–1869), königlich bayerischer Generalleutnant und Kriegsminister
- Karl von Hess (1788–1872), Hammelburger Privatier und Stiftungsgründer; eröffnete 1835 ein Kurhotel in Kissingen, aus dem sich später der „Kaiserhof Victoria“ entwickelte.
- Johanna Hesse, eigentlich: Johanna (Rosl) Zapf (1880–1958), Opern- und Konzertsängerin; starb in Bad Kissingen
- Georg Hirschbrich (1939–2012), katholischer Pfarrer im Bad Kissinger Ortsteil Hausen, von 2000 bis 2005 Dekan von Bad Kissingen; gründete 2001 das Kardinal-Döpfner-Museum im Kloster Hausen
- Alex Hösl (1919–1977), CSU-Politiker und Mitglied des Deutschen Bundestages, wo er den Wahlkreis Bad Kissingen vertrat
- Ignaz Ising (1845–1919), Balneologe und Badearzt
- Luitpold du Jarrys Freiherr von La Roche (1837–unbekannt), Bezirksamtmann und Badkommissar von Bad Kissingen
- Elsa Sophia von Kamphoevener (1878–1963), Schriftstellerin und Märchenerzählerin; lebte von 1908 bis ca. 1921 in Bad Kissingen als Ehefrau ihres zweiten Ehemannes, des Arztes Ernst Marquardsen (1865–1921)
- Birgit Keil (* 1944), Tänzerin und langjährige Primaballerina des Stuttgarter Balletts; erhielt ihre tänzerische Ausbildung in Bad Kissingen, Stuttgart und London
- Cyrill Kistler (1848–1907), Komponist, Musiktheoretiker, Musikpädagoge und Verleger
- Heinz Kistler (1912–2004), Landschaftsmaler mit dem Beinamen „Maler der Rhön“
- Johann Kliegl (1808–1883), böhmischer Kapellmeister und 1837 Gründer des Bad Kissinger Kurorchesters
- Eduard Kullmann (1853–1892), Handwerker, verübte am 13. Juli 1874 in Bad Kissingen einen Anschlag auf Reichskanzler Otto von Bismarck
- Constantin Lender (1828–1888), Mediziner, wirkte ab 1867 jeweils im Sommer als Arzt in Kissingen
- Josef Lengsfeld (1878–1938), Musiker, Konzertmeister und Komponist; er wurde im März 1934 „aus rassischen Gründen“ aus dem Bad Kissinger Kurorchester entlassen
- Ernst Freiherr von Lerchenfeld (1816–1873), Landrichter und Badkommissar von Bad Kissingen, später Regierungspräsident von Oberfranken
- Gabriel Hirsch Lippman (1805–1864), Distriktsrabbiner von Bad Kissingen (1852–1864)
- Max Littmann (1862–1931), Architekt, Erbauer des Kurtheaters, der Wandelhalle und des Regentenbaues
- Michael Lochner (* 1952), Kantor der Erlöserkirche, später bayerischer Landeskirchenmusikdirektor und Hochschulprofessor[2]
- Andreas Lohrey (1843–1924), Baumeister; baute die katholische Stadtpfarrkirche (Herz-Jesu-Kirche) in Bad Kissingen
- Arno Lustiger (1924–2012), Historiker und Schriftsteller; lebte mit Zweitwohnsitz in Bad Kissingen
- Johann Adam Maas (1784–1852), Badearzt in Bad Kissingen und Mitbegründer des „Theresienspitals“ (1834)
- Alexej Maltzew (1854–1915), russischer orthodoxer Erzpriester und Theologe; ließ 1898–1901 die Russische Kirche in Bad Kissingen errichten.
- Sally Mayer (1889–1944), praktischer Arzt und Badearzt in der „Villa Holländer“
- Otto Meinardus (1854–1918), Historiker, Archivar und Herausgeber; starb in Bad Kissingen
- Friedrich Meinel (unbekannt–1911), Spielzeugfabrikant
- Franz Meinow (1910–1947), Erster Bürgermeister
- Nathan Mendelssohn (* 1942), usbekischer Violinist und Geigenlehrer
- Wolfgang Mersmann (1902–1973), Steuerjurist und Präsident des Bundesfinanzhofs; starb in Bad Kissingen
- Alfred Meyer-Waldeck (1864–1928), Vizeadmiral; starb in Bad Kissingen
- Alexander Freiherr von Moreau (1860–1937), Bezirksamtmann und Badkommissar von Bad Kissingen
- Richard Mummendey (1900–1978), Bibliothekar, Buchwissenschaftler und Übersetzer; starb in Bad Kissingen
- Philipp Münz (1864–1944), Mediziner jüdischer Abstammung, Gründer und leitender Arzt der Israelitischen Kinderheilstätte in Bad Kissingen
- Wilhelm I. Herzog zu Nassau (1792–1839) starb während einer Kur in Kissingen am 20. August 1839 an einem Schlaganfall
- Max Nassauer (1869–1931), Gynäkologe und Schriftsteller; starb in Bad Kissingen
- Max Neubert (1863–1948), Spielzeug-Unternehmer und Erfinder; lebte von 1938 bis zum Tod bei seiner Tochter Lina Wehner in Bad Kissingen
- Gustav Neustädter (1892–unbekannt), der letzte Vorsteher der Jüdischen Kultusgemeinde in Bad Kissingen und Gründer des „Schochtimverbandes Bayern“
- Karl Offner (* 1939), Pädagoge, Diplompsychologe und Bryologe
- Clemens Graf zu Pappenheim (1822–1904), Bezirksamtmann und Badkommissar von Bad Kissingen
- Joseph von Parseval (1825–1887), von 1863 bis 1868 Bezirksamtmann und Badkommissar von Bad Kissingen
- Karl Ritter und Edler von Paschwitz (1837–1880), Ingenieur, Reichseisenbahnbaumeister sowie Gründer und Betreiber des Kissinger Dampferle-Betriebs (1878)
- Friedrich August von Pauli (1802–1883), Bauingenieur und Pionier des Eisenbahnbrückenbaus; starb in Bad Kissingen
- Herbert Petschow (1909–1991), Rechtshistoriker und Altorientalist; starb in Bad Kissingen
- Jacques Pilartz (1836–1910), Hoffotograf mehrerer deutscher Herrscher
- Albert Plohnke (1925–2009), Ingenieur, langjähriger Betreuer von Blinden und Sehbehinderten
- Max Pollwein (1885–1944), der erste Oberbürgermeister
- Friedrich Freiherr du Prel (1798–1891), Bezirksamtmann und Badkommissar von Bad Kissingen
- Cecilie von Preußen (1886–1954), letzte Kronprinzessin des deutschen Kaiserreichs; lebte von 1945 bis 1952 in Bad Kissingen und starb 1954 in der Kurstadt bei einem Besuch des Badearztes Paul Sotier
- Kira von Preußen (1943–2004), langjähriges Kuratoriumsmitglied des Musikfestivals „Kissinger Sommer“
- Louis Ferdinand von Preußen (1907–1994), Thronprätendent von Preußen, Chef des Hauses Hohenzollern; lebte von 1945 bis 1946 mit seiner Ehefrau Kira und den Kindern in Bad Kissingen; das fünfte Kind, Prinz Christian-Sigismund, wurde 1946 in Bad Kissingen geboren
- Götz Olaf Rausch (1921–1992), Schauspieler und Theaterregisseur, verheiratet mit Anneliese Wertsch; lebte zuletzt bis zu seinem Tod in Bad Kissingen
- Eduard Reimann (1833–1898), Bad Kissinger Theaterintendant von 1871 bis 1898
- Otto Reimann (1871–1956), Bad Kissinger Theaterintendant von 1898 bis 1941; er starb in Bad Kissingen
- Robert Remak (1815–1865), Arzt, Zoologe, Physiologe und Neurologe; starb in Bad Kissingen
- Leonhard Ritter (1878–1938), Architekt; wirkte an zahlreichen Gebäuden in Bad Kissingen und Umgebung, starb in Bad Kissingen
- Eva Maria Roer (1944–2021), Unternehmerin, Gründerin und Geschäftsführerin des Versandhauses für dentaltechnische Produkte DT&SHOP in Bad Bocklet, langjährige Vorsitzende des Fördervereins Gesundheitszentrum Bad Kissingen
- Julius Freiherr von Rotenhan (1805–1882), von 1838 bis 1841 Landrichter und Badkommissar von Bad Kissingen
- Hans Schäfer (1910–1980), Jurist, Staatssekretär und Präsident des Bundesrechnungshofes; starb in Bad Kissingen
- Eduard Schlagintweit (1831–1866), bayerischer Offizier, Ethnologe und Autor, fiel in der Schlacht bei Kissingen und wurde in Bad Kissingen begraben
- Friedrich Schlie (1839–1902), Archäologe und Kunsthistoriker; starb in Bad Kissingen
- Karl Schmidt (Wagenbauer) (1834–1909), Unternehmer und Kutschenbauer
- Balthasar Schmitt (1858–1942), Bildhauer, erbaute das Kriegerdenkmal am Bahnhof
- Georg Schultz (1860–1945), Landgerichtsdirektor, Politiker und Gründungsmitglied der DNVP; lebte von 1930 bis zu seinem Tod in Bad Kissingen
- Carl Snoeck (1885–1946), niederländischer Violinist, Konzertmeister und Dirigent; von 1919 bis 1933 war er Konzertmeister des Bad Kissinger Kurorchesters, bis er im März 1934 „aus rassischen Gründen“ entlassen wurde
- Soraya (1932–2001), frühere Kaiserin von Persien (Iran); besuchte mehrmals ihre in Bad Kissingen lebende Mutter
- Alfred Sotier (1833–1902), Badearzt zweier Kaiserinnen
- Rudolf Spitaler (1894–1960), Chemiker; baute im OT Winkels unter dem Markenzeichen RS (Dr. Rudolf Spitaler) Modellhäuser für Modelleisenbahnanlagen der Spur H0
- Georg Stang (1880–1951), CSU-Politiker, Präsident des Bayerischen Landtags; starb in Bad Kissingen
- Gottfried Steegh (1550–1609), niederländischer Mediziner; schrieb 1595 ein Fachbuch über die Kissinger Heilquellen
- Hugo Stöhr (1830–1901), Frauen- und Badearzt
- Hans Carl Freiherr von Thüngen (1804–1850), Landrichter und Badkommissar von Bad Kissingen (1835–1838)
- Ambros Trient (1827–1900), Bauingenieur; er baute den Bahnhof Bad Kissingen
- Volker Freiherr Truchseß von und zu Wetzhausen (1936–2024, geboren in Wetzhausen), Politiker (SPD) und Regierungsdirektor; lebte in Bad Kissingen
- Max Unger (1854–1918), Bildhauer; starb in Bad Kissingen
- Imre Varga (1923–2019), ungarischer Bildhauer; fertigte drei Denkmäler für Bad Kissingen
- Siegfried Wahle (1869–1941), Sanitätsrat und Allgemeinmediziner in Bad Kissingen
- Emil Ansbert Vorreiter (1868–1946), Ingenieur; Pionier der Automobil- und Flugzeugtechnologie; starb in Bad Kissingen
- Rudolf Walter (Musikwissenschaftler) (1918–2009), Organist, Komponist, Kirchenmusikdirektor und Hochschullehrer; von 1948 bis 1961 Organist und Kirchenmusikdirektor an der Stadtpfarrkirche Herz Jesu in Bad Kissingen
- Ludwig Weickmann (1882–1961), Geophysiker, Meteorologe und Hochschullehrer, Gründungspräsident des Deutschen Wetterdienstes in Bad Kissingen
- Julius Weizsäcker (1828–1889), Historiker; starb in Bad Kissingen
- Heinrich Carl Welsch (1808–1882), Badearzt
- August von der Wense (1854–1930), Rittergutsbesitzer und Mitglied des Deutschen Reichstags; starb in Bad Kissingen
- Anneliese Wertsch (1922–2008), Schauspielerin, verheiratet mit Götz Olaf Rausch; lebte zuletzt bis zu ihrem Tod in Bad Kissingen
- Adalbert Wolpert (1897–1968), Erster Bürgermeister Bad Kissingens von 1939 bis 1943
- Hans Wutzlhofer (1893–1969), Badkommissar (ab 1952 Kurdirektor) von Bad Kissingen
- Oskar Freiherr von Zoller (1809–1866), bayerischer Generalleutnant; fiel als Generalkommandant in der Schlacht bei Kissingen
- Philipp Freiherr von Zu Rhein (1809–1870), Landrichter und Badkommissar von Bad Kissingen, zuletzt Regierungspräsident von Oberfranken